# Мототяха
Мототяха (устар. Мото-Тяха) — река в России, протекает по Ханты-Мансийскому АО. Устье реки находится в 136 км по левому берегу реки Ватьёган. Длина реки составляет 20 км. Высота устья — 66,3 м над уровнем моря.

## Данные водного реестра
По данным государственного водного реестра России относится к Верхнеобскому бассейновому округу, водохозяйственный участок реки — Обь от впадения реки Вах до города Нефтеюганск, речной подбассейн реки — Обь ниже Ваха до впадения Иртыша. Речной бассейн реки — (Верхняя) Обь до впадения Иртыша.